# Heinz Holter
Heinz Alois Friedrich Alfred Holter (* 5. Juni 1904 in Leonding; † 31. Juli 1993) war ein österreichischer Biochemiker und Zell-Physiologe. Er arbeitete am Carlsberg-Labor in der Proteinchemie.

## Leben
Seine Jugend und Schulzeit verbrachte Heinz Holter in Graz. Bereits früh verstarben beide Eltern und so wurde er 1921 Vollwaise. Nach seiner Matura 1923 ging er an die Universität Wien, um Chemie zu studieren. 1930 ging er an das Carlsberg-Labor in Kopenhagen, wo er den Rest seiner Karriere blieb. 1939 wurde er Dänischer Staatsbürger. Holter gilt als Mitbegründer der akademischen Zeitschrift Science & Society. Er war ein enger Freund von Niels Bohr.
Er entwickelte in Zusammenarbeit mit seinem Arbeitskollegen und Freund Kaj Ulrik Linderstrøm-Lang verschiedene Mikromethoden der biochemischen Analyse (etwa in der Histochemie und Cytochemie) mit dem Ziel, biochemische Prozesse auf Zell-Niveau zu studieren.

## Ehrungen
- 1947: Fritz-Pregl-Preis
- 1971: Mitglied der American Academy of Arts and Sciences

## Schriften
- Heinz Holter, K. Max Møller: The Carlsberg Laboratory. 1876–1976. Carlsberg Foundation, Kopenhagen 1976, ISBN 8-77-496539-5